# Frithiof Brunius
Frans Frithiof Brunius, född den 22 oktober 1907 i Jokkmokks församling, Norrbottens län, död den 27 mars 1983 i Linköping, var en svensk präst.
Brunius avlade studentexamen i Linköping 1926, teologisk-filosofisk examen vid Lunds universitet 1928 och teologie kandidatexamen där 1937. Han prästvigdes för Linköpings stift sistnämnda år. Brunius blev kyrkoadjunkt i Säby 1942, tillförordnad kyrkoherde i Vireda 1954, komminister i Säby 1956 och kyrkoherde i Fornåsa 1959. Han blev ledamot av Nordstjärneorden 1970.
Frithiof Brunius var son till kontraktsprosten Frans Brunius och Dea Alm. Han gifte sig 1938 med Märta Eketorp (1908–1995). Hon var dotter till musikdirektören Harald Ericsson och Anna Löwenhielm. Makarna Brunius vilar på Fornåsa kyrkogård.